# نلسون دمارکو
نلسون دمارکو (انگلیسی: Nelson Demarco؛ ۶ فوریه ۱۹۲۵ – ۲۱ ژوئیهٔ ۲۰۰۹) ورزشکار بسکتبال اهل اروگوئه بود.
وی در مسابقات کشوری و بین‌المللی در مجموع برندهٔ ۲ مدال برنز شده‌است.